# Zeltinger Platz
Der Zeltinger Platz  bildet zusammen mit dem Ludolfingerplatz das Zentrum des Berliner Ortsteils Frohnau im Bezirk Reinickendorf. Beide Plätze sind – zusammen mit der Straßenbrücke – ein Baudenkmalsensemble. Die gewidmeten öffentlichen Grün- und Erholungsanlage sind zudem als Gartendenkmal geschützt.

## Geschichte
Der Zeltinger und der Ludolfingerplatz entstanden als Schmuckplätze bei der Anlage der Gartenstadt Frohnau auf Veranlassung des Grafen Guido Henckel von Donnersmarck. Dieser hatte den Gartenarchitekten Ludwig Lesser mit der Planung der Grünanlagen beauftragt, der dafür sorgte, dass die Bahntrasse in einem schallschützenden Graben verschwand und die Brücke darüber die Verbindung der beiden im Jugendstil gestalteten Plätze herstellte.
Der halbrunde Zeltinger Platz, östlich der Brücke, hieß seit seiner Fertigstellung bis zum 8. Juni 1937 Cecilienplatz zu Ehren der deutschen Kronprinzessin Cecilie zu Mecklenburg. Die neue Bezeichnung nach der Gemeinde Zeltingen-Rachtig in Rheinland-Pfalz griff entsprechend der Vergabeprinzipien der umgebenden Straßen einen Weinort in Rheinland-Pfalz auf. Die vorherige Straße 125a wurde in die Namensgebung mit einbezogen. Bei seiner Erwähnung im Adressbuch ist die Lage mit Am Kaiserpark angegeben.
Auf dem Grundstück Zeltinger Platz 17/18 (Postadresse: Zeltinger Straße 2) ließ die evangelische Gemeinde bis 1936 die St. Johanneskirche errichten, die mittlerweile als ein Wahrzeichen von Frohnau gilt.
Von 1931 bis 1942 schmückte die Bronzeskulptur Kugelläuferin des Bildhauers Otto Maerker das runde Brunnenbecken am Westrand des Zeltinger Platzes. Weil die Skulptur nach Ende des Zweiten Weltkriegs nicht mehr vorhanden war, formte der Bildhauer Harald Haake die balancierende nackte Sportlerin nach dem Originalmodell neu. Der Berliner Senat ließ die Skulptur 1980 am ursprünglichen Standort wieder aufstellen.

## Am Platz

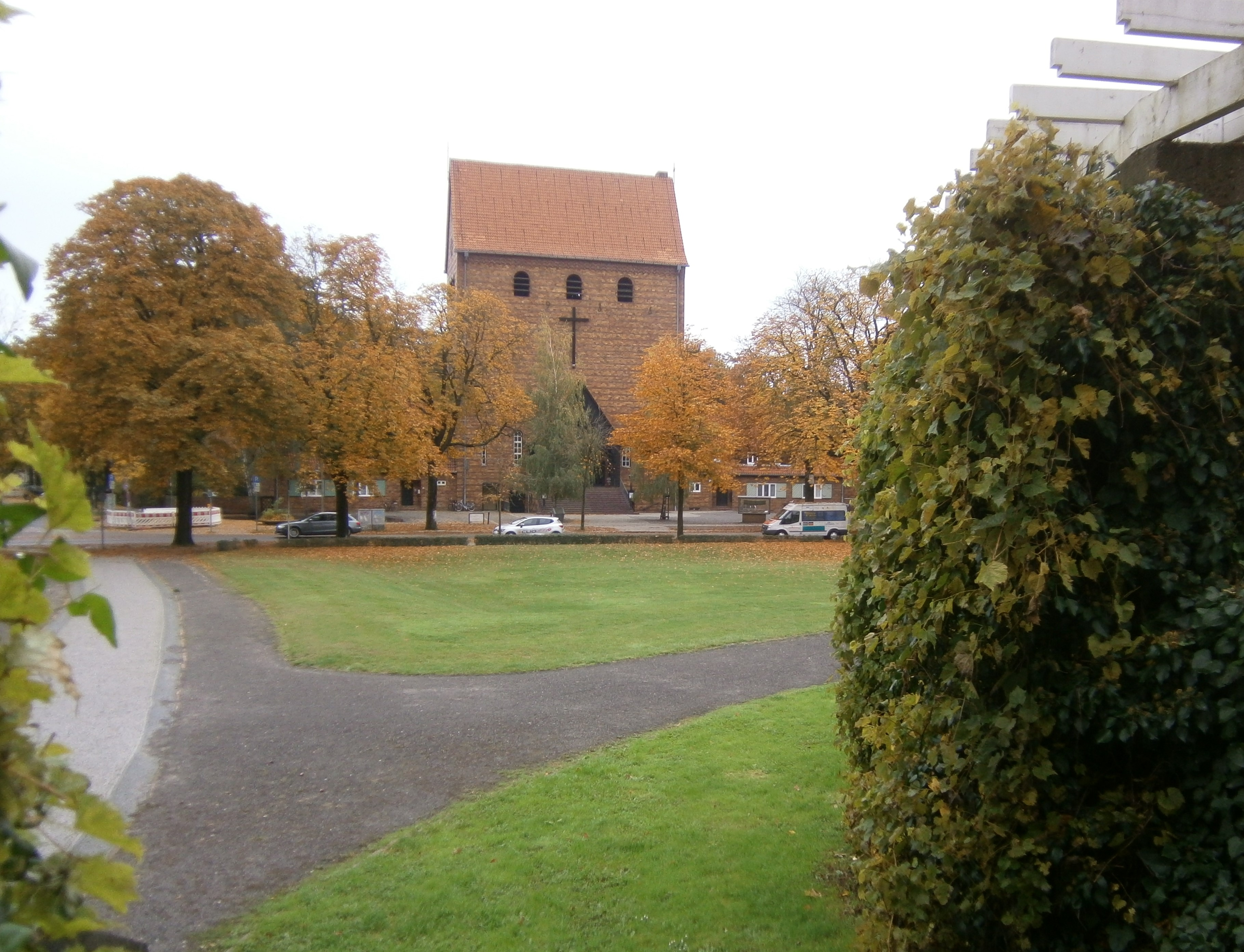
Zeltinger Platz mit der St. Johanneskirche

Die in den Anfangsjahren an den beiden Plätzen entstandenen Einkaufsmöglichkeiten wie ein Delikatessengeschäft, Fleischereien, Frisör, Eisenwarenläden verschwanden inzwischen fast vollständig. Am Zeltinger Platz erhalten ist die Papier- und Schreibwarenhandlung, die von Stefanie Dettke bereits in dritter Generation betrieben wird (Stand: Juli 2014). Ebenfalls erwähnenswert ist das Kaffeehaus Zeltinger, das ein Nachfolgebau der einst auf der Bahnhofsbrücke vorhandenen Bäckerei und Conditorei mit Café von Richard Voley ist. Im Jahr 1915 übernahm der Konditormeister Otto Hermann die Einrichtung und erweiterte sie durch den Anbau einer Veranda und die Anlage eines Kaffeegartens. Bereits im Jahr 1932 zog er in den nördlichen Torbau auf der Brücke um. Nach dem Tod von Otto Hermann im Jahr 1938 führte seine Ehefrau Hedwig Herrmann die Konditorei weiter, übergab aber die Geschäftsleitung 1940 an ihren Sohn Kurt. Das Gebäude wurde beim Einmarsch der Roten Armee im Frühjahr 1945 zerstört.
Die jetzigen Inhaber verweisen gern auf die Kaffeehaustradition an dieser Stelle und darauf, dass das aktuelle Gebäude auf den Grundmauern des ersten Cafés steht. Im Inneren präsentieren sie historische Ansichten mit dem großen Gartenbereich. Betuchte Berliner aus den damals besten Wohnvierteln Berlins um den Kurfürstendamm herum seien gern mit Kutschen hierher gekommen.